# Tenuipalpus matthyssei
Tenuipalpus matthyssei är en spindeldjursart som först beskrevs av Pritchard och Baker 1958.  Tenuipalpus matthyssei ingår i släktet Tenuipalpus och familjen Tenuipalpidae. Inga underarter finns listade i Catalogue of Life.